# اما اپلتون
اِما جیل اپلتون (انگلیسی: Emma Jill Appleton) یک هنرپیشه و مدل انگلیسی است که در فیلم‌های دسته (۲۰۱۷)، خائنان و ویچر (۲۰۱۹)، بین کهکشانی (۲۰۲۱)، تپانچه و هر آنچه در مورد عشق می‌دانم (۲۰۲۲) ظاهر شده است.